# Szilágy, Baranya
Szilágy este un sat în districtul Pécs, județul Baranya, Ungaria, având o populație de 274 de locuitori (2011). 

## Demografie
Componența etnică a satului Szilágy
     Maghiari (71,39%)
     Romi (15,86%)
     Germani (12,75%)
Componența confesională a satului Szilágy
     Romano-catolici (66,06%)
     Fără religie (12,41%)
     Reformați (4,38%)
     Necunoscută (17,15%)
Conform recensământului din 2011, satul Szilágy avea 274 de locuitori. Din punct de vedere etnic, majoritatea locuitorilor (71,39%) erau maghiari, existând și minorități de romi (15,86%) și germani (12,75%).  Din punct de vedere confesional, majoritatea locuitorilor (66,06%) erau romano-catolici, existând și minorități de persoane fără religie (12,41%) și reformați (4,38%). Pentru 17,15% din locuitori nu este cunoscută apartenența confesională.